# Cratere Austen
Austen  è un cratere sulla superficie di Venere. Deve il suo nome alla celebre scrittrice britannica Jane Austen.